# Vunga Lilo
Vungakoto "Vunga" Lilo (nacido en Koulo el 28 de febrero de 1983) es un jugador de rugby tongano, que juega de zaguero para la selección de rugby de Tonga y para Montauban en el Top 14 francés.
Debutó con la selección de Tonga en un partido contra Corea del Sur en Henderson el 10 de febrero de 2007. Compitió tanto en la Copa Mundial de Rugby de 2007 como en la de 2011.
Seleccionado para la Copa del Mundo de Rugby de 2015, Lilo logró puntos en la victoria de su equipo sobre Namibia 35-21, mediante dos conversiones y un golpe de castigo.